# Český systém kvality služeb
Český systém kvality služeb je dobrovolný nástroj, který systematickým způsobem pomáhá[zdroj⁠?!] ke zvyšování kvality služeb v organizacích cestovního ruchu a v navazujících službách. Vlastníkem systému je Ministerstvo pro místní rozvoj ČR, které na jeho realizaci spolupracuje s vybranými profesními asociacemi v cestovním ruchu a další profesní a odbornou veřejností. Výsledkem systému je certifikace kvality služeb a získání prestižní, mezinárodně srovnatelné značky Q, která pro zákazníka představuje příslib ověřené kvality služeb a zároveň je oceněním práce všech zaměstnanců organizace.
Hlavním záměrem Českého systému kvality služeb je přispět ke zvýšení kvality poskytovaných služeb, jejichž úroveň je v České republice dlouhodobě vnímaná jako nedostatečná. Systém je určen zejména pro malé a střední podniky, živnostník, turistická informační centra, atraktivity cestovního ruchu a další subjekty působící v sektoru služeb, které se rozhodnou své služby zlepšovat.
Systém vychází z jednoduchých zásad řízení kvality. Hlavním cílem systému je poznání potřeb zákazníka a neustálé zlepšování kvality poskytovaných služeb v zapojených organizacích. Těmto organizacím systém umožňuje postupně získat odborné i praktické znalosti z oblasti řízení kvality ve službách a další odborné kompetence, které mohou využít při rozvoji svého podnikání.
Český systém kvality služeb byl v České republice vytvořen za přispění strukturálních fondů EU a na základě licence německého systému kvality služeb Service Qualität Deutschland. Na konci roku 2013 byla v rámci systému zahájená certifikace a první subjekty získaly značku kvality. Certifikace byla v rámci systému poskytována do roku 2015 bezplatně.